# Mirrorsoft
Mirrorsoft war ein britischer Publisher für Computerspiele. Gegründet wurde die Firma 1982 von Jim Mackonochie und Robert Maxwell. Sie gehörte zur Mirror Group (heute: Trinity Mirror plc.).

## Geschichte
Ursprüngliches Geschäftsfeld war der Vertrieb von Bildungssoftware. Im Juni 1983 wurde beschlossen, die Geschäfte auch auf den Vertrieb von Computerspielen für Heimcomputer auszuweiten. Mirrorsoft war Eigentümer mehrerer kleinerer Entwicklungsstudios und Publishing-Labels, so zum Beispiel Image Works, Spectrum Holobyte, Cinemaware und PSS. Mehrere der Spiele wurden unter dem Sublabel Image Works vertrieben. 1988 erschien das Spiel Tetris, für das Mirrorsoft die Vertriebsrechte für Heimcomputer und PCs in Europa innehatte. Rund um die Verwertungsrechte für Tetris entspann sich in der Folge ein komplizierter Rechtsstreit, bei dem wegen guter Kontakte Maxwells zu Michail Gorbatschow sogar mit der Einschaltung der Politik gedroht wurde. 1989 wurde die Firma bei den Golden Joystick Awards als Software House of the Year im Bereich 16bit ausgezeichnet. 1991 starb Firmengründer Maxwell, im Januar des Jahres darauf wurde Mirrorsoft durch Acclaim Entertainment aufgekauft, die Marke verschwand daraufhin vom Markt.

## Produkte (Auszug)
| Titel                                | Genre            | Jahr | Plattformen                                              | Entwickler              | Anmerkungen                         |
| ------------------------------------ | ---------------- | ---- | -------------------------------------------------------- | ----------------------- | ----------------------------------- |
| Action Reflex                        | Jump 'n' Run     | 1986 | ZX Spectrum                                              | Medusa                  |                                     |
| Ancient Quests                       | Edutainment      | 1985 | ZX Spectrum                                              | Mirrorsoft              | Mathematik-Lernspiele               |
| Andy Capp                            | Action-Adventure | 1988 | C64, CPC, ZX Spectrum                                    | Blitter Animations      | Comic-Umsetzung.                    |
| Antheads: It Came From The Desert II | Action-Adventure | 1990 | Amiga                                                    | Cinemaware              |                                     |
| Ashkeron!                            | Adventure        | 1985 | CPC, ZX Spectrum                                         | Texgate Computers       |                                     |
| Austerlitz                           | Strategie        | 1989 | Amiga, Atari ST, MS-DOS                                  | Turcan Research Systems |                                     |
| Battlemaster                         | Strategie        | 1990 | Amiga, Atari ST, Genesis                                 | PSS                     |                                     |
| BBC Mastermind                       | Quiz             | 1984 | BBC Micro, C64, ZX Spectrum                              | Ivan Berg Software      | Spiel zur Quizshow                  |
| Bermuda Project                      | Adventure        | 1987 | Amiga, Atari ST                                          | Graphicfinal            |                                     |
| Biggles                              | Action           | 1986 | Amstrad CPC, Commodore 64, ZX Spectrum                   | Dalali Software         |                                     |
| Bismarck                             | Strategie        | 1987 | Amiga, Apple II, Atari 8-bit, Atari ST, C64, ZX Spectrum | PSS                     |                                     |
| Caesar the Cat                       | Action           | 1983 | Commodore 64, ZX Spectrum                                | Novotrade Software      |                                     |
| Caesar’s Travels                     | Edutainment      | 1984 | Commodore 64                                             | Chalksoft               | Nachfolger von Caesar the Cat       |
| Conflict: Europe                     | Strategie        | 1989 | Amiga, Atari ST, MS-DOS                                  | PSS                     |                                     |
| Defender of the Crown                | Strategie        | 1986 | Amiga, Amstrad CPC, Apple II, Atari ST, C64, MS-DOS      | Cinemaware              | Port für Smartphones                |
| Double-Double Bill                   | Sport            | 1991 | Amiga                                                    | Cinemaware              |                                     |
| Dynamite Dan                         | Action-Adventure | 1985 | Amstrad CPC, Commodore 64, MSX, ZX Spectrum              | Mirrorsoft              |                                     |
| Dynamite Dan 2                       | Action-Adventure | 1986 | Amstrad CPC, ZX Spectrum                                 | Mirrorsoft              |                                     |
| Flight of the Intruder               | Flugsimulator    | 1990 | Amiga, Atari ST, MS-DOS, NES                             | Rowan Software          |                                     |
| Intrigue!                            | Adventure        | 1986 | Apple II, Commodore 64                                   | Kinemation              |                                     |
| It Came From The Desert              | Action-Adventure | 1989 | Amiga, MS-DOS                                            | Cinemaware              |                                     |
| Speedball 2                          | Sport            | 1990 | Acorn, Amiga, Atari ST, C64, MS-DOS                      | Bitmap Brothers         |                                     |
| Tetris                               | Puzzle           | 1987 | viele                                                    | Mirrorsoft              | Lizenziert durch Andromeda Software |